# Paray-le-Frésil
Paray-le-Frésil ist eine französische Gemeinde mit 379 Einwohnern (Stand: 1. Januar 2022) im Département Allier in der Region Auvergne-Rhône-Alpes; sie gehört zum Arrondissement Moulins und zum Kanton Dompierre-sur-Besbre.

## Geographie
Paray-le-Frésil liegt etwa 23 Kilometer ostnordöstlich von Moulins in der Landschaft Sologne Bourbonnaise. Durch die Gemeinde führt der Canal latéral à la Loire. Umgeben wird Paray-le-Frésil von den Nachbargemeinden Gannay-sur-Loire im Norden, Saint-Martin-des-Lais im Nordosten und Osten, Garnat-sur-Engièvre im Osten und Südosten, Beaulon im Südosten und Süden, Chevagnes im Süden und Südwesten sowie La Chapelle-aux-Chasses im Westen. 

## Bevölkerungsentwicklung
| Jahr                       | 1962 | 1968 | 1975 | 1982 | 1990 | 1999 | 2006 | 2019 |
| Einwohner                  | 653  | 573  | 522  | 547  | 469  | 417  | 428  | 387  |
| Quellen: Cassini und INSEE |      |      |      |      |      |      |      |      |

## Sehenswürdigkeiten
- Kirche Saint-Didier
- Schloss aus dem 17. Jahrhundert, Monument historique

Siehe auch: Liste der Monuments historiques in Paray-le-Frésil

## Persönlichkeiten
- Victor Destutt de Tracy (1781–1864), Politiker, Marineminister (1848–1849)